# رزوآباد
رزوآباد یک روستا در ایران است که در دهستان شریف‌آباد (سیرجان) واقع شده‌است. رزوآباد ۲۶ نفر جمعیت دارد.